# Kevin Toth
Kevin Toth (ur. 29 grudnia 1967 w Cleveland) – amerykański lekkoatleta specjalizujący się w pchnięciu kulą.
Jego rekord życiowy z 2003 roku wynosi 22,67 m, co plasuje go na 10. miejscu na liście najlepszych kulomiotów wszech czasów (stan na maj 2024).
W 2004 roku Amerykańska Agencja Antydopingowa ogłosiła, że na Totha nałożono dwuletni zakaz startów po pozytywnym wyniku testu na stosowanie tetrahydrogestrinonu. Toth ogłosił po tym zakończenie kariery.